# 农村社会实践活动
农村社会实践活动，或学农，主要是指中国的一些学校或其他团体组织群众到农村或学农基地参与农村的社会生产、社会服务及社会调查的活动，持续时间由一周至几个月不等。

## 活动主体
居住在城市的、已具有一定劳动能力的學生

## 活动内容与形式
1. 农村社会生产：指在当地农民的带领下，深入田地，主要参与播种、插秧、除草、施肥、收割、打谷及扬场等。
2. 农村社会服务：指为支援农村经济、文化建设而提供的各种志愿服务，包括支教、公益宣传、社区服务、科技推广、义演义卖等。
3. 农村社会调查：指通过调查农村的某一方面，获取社会发展或社会对人才发展需求等方面的信息，并同时接受社会教育，包括考察当地未来发展方向、农业面临的问题、科技教育文化建设、农村企业发展、劳动力分配、村民收入等。

## 活动历史
在中国，一些学校最早约在20世纪40年代至50年代出现学习当时苏联形式的“学农”、“学工”和“学军”的实践活动。
最初的“学农”活动是以参加农村社会生产为主的学农活动，之后，一度因文化大革命导致学校停课、学生“上山下乡”而中断。中国改革开放后，更多的学校和团体继续组织了更为广泛的农村社会实践活动。
到了20世纪90年代，因原本开辟的自然村经济发展迅速，不再有足够劳动机会分配给学生，一些学校只好开始寻找更偏远的、发展程度较低的乡村。
21世纪初，农村社会实践活动的范围也扩大、主体也变得更加广泛了。一些学校开发了数个自然村作为其农村社会实践活动基地。